# Dotknięcie anioła (film)
Dotknięcie anioła – fabularyzowany film dokumentalny z 2015 roku w reżyserii Marka Tomasza Pawłowskiego. Opowiada historię Henryka Schönkera, polskiego Żyda ocalonego z Holocaustu.

## Fabuła
Henryk Schönker urodził się w 1931 roku w Krakowie w rodzinie artysty malarza Leona Schönkera. W 1937 roku rodzina przeniosła się do Oświęcimia. Leon Schönker był ostatnim (przymusowym) przewodniczącym Gminy Żydowskiej w Oświęcimiu. Bohater filmu opowiada o wyjątkowych zbiegach okoliczności i ogromnej woli przeżycia towarzyszących Schönkerom od ucieczki z Oświęcimia poprzez pobyty w Krakowie, Wieliczce, Tarnowie, Bochni aż do ewakuacji z obozu w Bergen-Belsen.
Henryk Schönker ujawnia mało znaną historię szansy emigracji Żydów. Zanim zrodziła się idea obozu Auschwitz-Birkenau – jesienią 1939 roku powstało w Oświęcimiu Biuro Emigracji Żydów do Palestyny. Założył je na rozkaz niemieckich władz wojskowych Leon Schönker. Tysiące ludzi w nadziei na ratunek ściągały ze Śląska do zwykłego miasteczka Oświęcim.
Leon Schönker wezwany do Berlina do Eichmanna składał sprawozdanie z wielką wiarą i konkretnym planem międzynarodowego działania. Na skutek obojętności wolnego świata idea legalnej emigracji legła w gruzach.

## Obsada

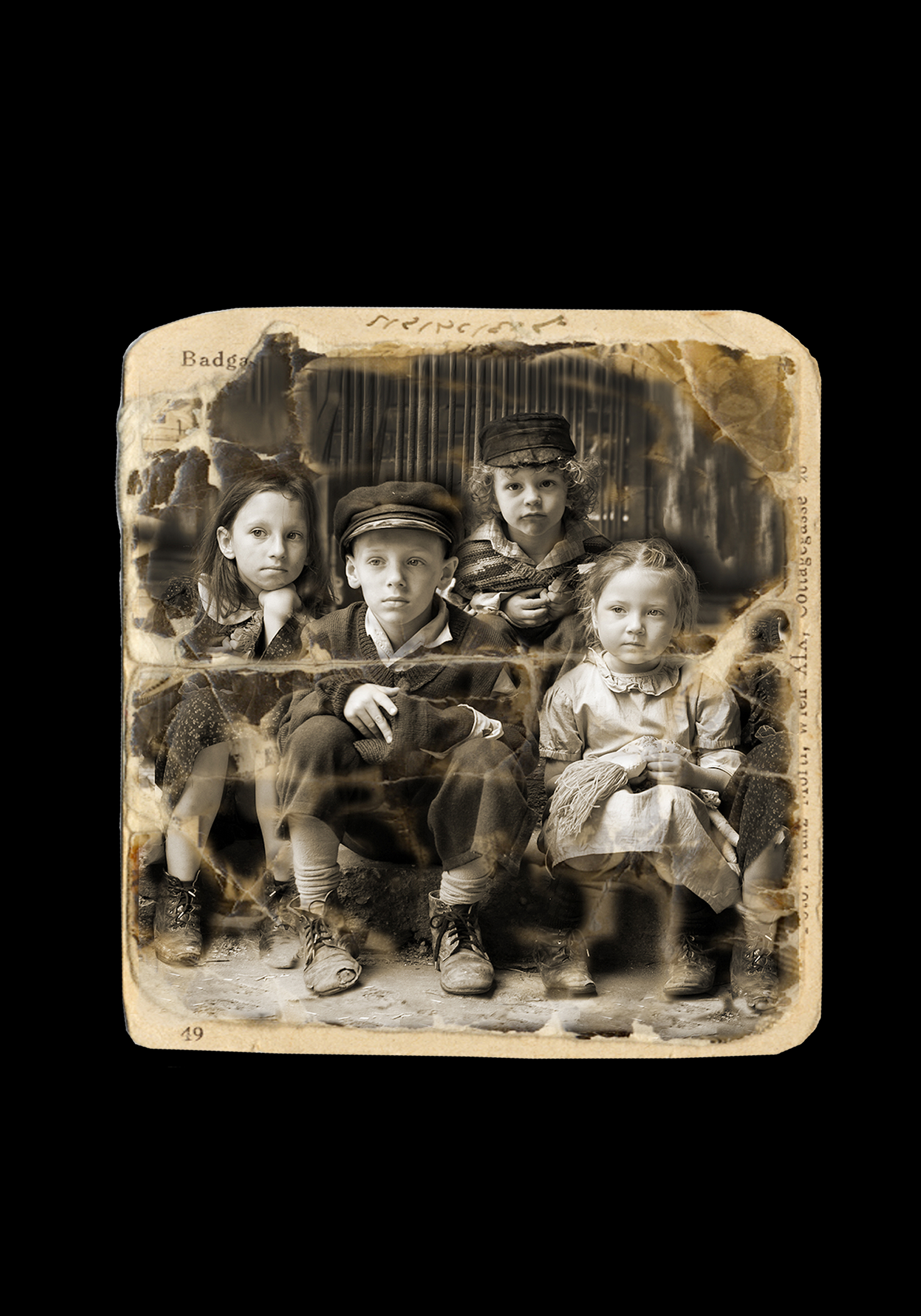

- Marta Popławska – matka Mina Schoenker

- Piotr Józef Tomaszewski – ojciec Leon Schoenker
- Karol Klęczar – Heniu Schoenker
- Zuzia Dudek – Lusia Schoenker
- Bogdan Lęcznar – John Gottowt
- Włodzimierz Nowotarski – Anioł
- Mirosław Kramarczyk – Skrzypek Birnbaum
- Izabela Warykiewicz – Kobieta z niemowlęciem
- Oliwka Kania – Fransineke
- Dawid Roszkowski – Ignaś
- Jacek Flasz – „Bocian”
- Mirosław Ganobis – Oficer SD Wieliczka
- Marek Mikołajczyk – żołnierz z psem
- Mirosław Śmielak – stolarz
- Julia Niedziela – matka Stolarza
- Przemysław Kciuk – Komendant Muller

i inni

## Produkcja
Zdjęcia do filmu nagrywane były w autentycznych wnętrzach Oświęcimia, Krakowa, Wieliczki, Bochni i Tarnowa. Większość z budynków uległa zniszczeniu w kilka miesięcy potem. Miejsca ważne dla historii zdążyły jeszcze oddać świadectwo minionych wydarzeń.
W filmie w postacie z przeszłości wcielili się zawodowi aktorzy oraz liczni mieszkańcy Oświęcimia. Wszyscy musieli być podobni do pierwowzoru prawdziwych postaci, więc casting trwał wiele miesięcy. Aktor wcielający się w rolę tytułowego Anioła zapuszczał siwe włosy i brodę przez rok, powód zmiany wizerunku utrzymywał w tajemnicy przed bliskimi. Wirtuoza skrzypiec Birnbauma zagrał prawdziwy skrzypek z Oświęcimia.
Ponadto w dokumencie pierwszy raz na ekranie ożywają „archicollage” (archikolaże, kolaże archiwalne) – autorski wynalazek reżysera Marka Tomasza Pawłowskiego oraz grafika Roberta Manowskiego. Zdjęcia autorstwa Jacka Januszyka zrealizowane zostały na kamerze Red Epic – „Dotknięcie anioła” stało się pierwszym polskim filmem dokumentalnym zrealizowanym tym sprzętem.
Konsultantem historycznym filmu był historyk Zbigniew Stańczyk.

## Pokazy

### Festiwale filmowe
- BIAF Festival Batumi
- Chagrin Film Festival Ohio
- Denver Film Festival
- Polish Film Festival in America Chicago
- Polish Film Festiwal Ann Arbor
- Bilbao Film Festival
- San Diego Jewish Film Festival
- Miami Jewish Film Festival
- Jewish Film Festival
- Jewish Film Festival in Washington
- Festiwal Filmowy w Gdyni
- Festiwal Filmów Dokumentalnych Kino z duszą

### Pokazy specjalne
- Muzeum Tolerancji, Los Angeles
- Muzeum Holokaustu, Los Angeles
- Muzeum Dziedzictwa Żydowskiego, Nowy Jork
- Międzynarodowa Konferencja Telewizji Publicznych INPUT, Tokio

## Recenzje
Film zebrał bardzo pozytywne recenzje za granicą. Publiczności amerykańskiej film przybliżyła jako pierwsza w The Huffington Post prof. Annette Insdorf, krytyk filmowy (Columbia University), wielka orędowniczka polskiego kina. Zwróciła uwagę na zasadność użycia artystycznego, poetyckiego języka filmu nazwanego przez autora archicollagem. David Noh z Film Journal International stwierdza, że niewiele świadectw ocalałych z Holocaustu może się mierzyć z tym przedstawionym przez Henryka Schoenkera. Według niego film wyróżnia się w morzu innych o tej samej tematyce tym, że naprawdę zbliża widza do tej największej i najtragiczniejszej historii w dziejach. Recenzja filmu ukazała się także w New York Times. Neil Genzlinger docenia film, za próbę stworzenia czegoś nowego. Avi Offer z serwisu The Nyc Movie Guru napisał, że „Dotknięcie Anioła” jest pełne emocji, żywe i cały seans trzyma w napięciu. Film został też bardzo dobrze przyjęty w Polsce. Obecnie w serwisie Filmweb film ma notę 7,8.